# مخمل آبی (ترانه)
«مخمل آبی» (به انگلیسی: Blue Velvet) یک ترانه عامه‌پسند است که توسط هنرمندهای اهل ایالات متحده آمریکا، از جمله تونی بنت، بابی وینتون و لانا دل ری بازخوانی شده‌است.